# Mick Cooke
Mick Cooke, né le 15 août 1951 à Dublin en Irlande, est un footballeur irlandais devenu entraîneur de football.

## Biographie

### Carrière de joueur
La carrière de joueur de Mick Cook se déroule en Irlande sur onze années. Cooke joue au poste d'attaquant pour les clubs de St Patrick's Athletic, Drogheda United, Shamrock Rovers, Bluebell United, Thurles Town et Galway United. Il ne remporte aucun trophée avec ces équipes.
Il dispute toutefois en 1973 avec Drogheda la finale de la coupe de la Ligue. Il perd cette finale contre le Limerick FC.

### Carrière d'entraîneur
Mick Cooke commence sa carrière d’entraîneur en prenant en charge le football féminin en Irlande. Il est le responsable des toutes les équipes nationales depuis les moins de 16 ans jusqu'à l'équipe nationale A en 1992, et ne quittera son poste qu'en 2000 pour se consacrer à son contrat d'entraîneur assistant des Shamrock Rovers
Cooke quitte donc la sélection irlandaise pour devenir l'adjoint de Damien Richardson aux Shamrock Rovers, le club le plus titré d'Irlande. Sous sa direction entre 1999 et 2002, les Rovers termine une fois vice-champion d'Irlande et dispute deux demi-finales de la Coupe d'Irlande.
En 2003, Mick Cooke obtient son premier poste d'entraîneur en chef dans un club professionnel, il s'agit du Monaghan United,.
Il signe ensuite au Drogheda United, qu'il entraîne pendant deux années entre 2011 et 2013. Avec ce club, il remporte son premier trophée national : la Coupe de la Ligue 2012.
Après un bref passage à Athlone Town, il signe en juillet 2015 en faveur des Bray Wanderers.

## Palmarès
- Coupe de la Ligue
  - Vainqueur en 2012 avec Drogheda United